# Изотерма адсорбции
Изоте́рма адсо́рбции, изоте́рма со́рбции — зависимость количества адсорбированного вещества (величины адсорбции) от парциального давления этого вещества в газовой фазе (или концентрации раствора) при постоянной температуре.

## Описание

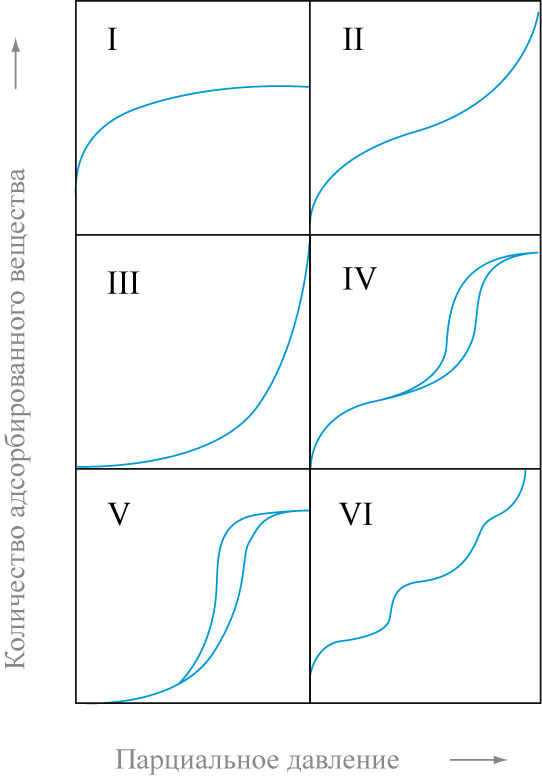
Типы изотерм адсорбции (см. текст)

Экспериментальные изотермы адсорбции являются наиболее распространенным способом описания адсорбционных явлений. Методы получения адсорбционных данных для построения изотерм адсорбции основаны на измерении количества газа (жидкости), удаленного из газовой (жидкой) фазы при адсорбции, а также на различных способах определения количества адсорбата (адсорбированное вещество) на поверхности адсорбента (адсорбирующее вещество), например, волюметрический метод, гравиметрический метод и др.
Различают шесть основных типов изотерм адсорбции (см. рисунок). Тип I характерен для микропористых твёрдых тел с относительно малой долей внешней поверхности. Тип II указывает на полимолекулярную адсорбцию на непористых или макропористых адсорбентах. Тип III характерен для непористых сорбентов с малой энергией взаимодействия адсорбент-адсорбат. Типы IV и V аналогичны типам II и III, но для пористых адсорбентов. Изотермы типа VI характерны для непористых адсорбентов с однородной поверхностью.
Изотермы адсорбции используются для расчета удельной поверхности материалов, среднего размера пор или среднего размера нанесённых частиц, распределения пор или частиц по размерам.
Существует несколько методов математического выражения изотерм адсорбции, различающихся моделями, использованными для описания процесса адсорбции. При малых степенях покрытия поверхности адсорбатом для однородной поверхности уравнение изотермы адсорбции имеет вид уравнения Генри: a=Kp, где a — величина адсорбции, p — давление газа, K — константа. При средних степенях покрытия может быть применено эмпирическое уравнение Фрейндлиха: a = kp1/n, где k и 1/n — константы.
Строгая теория изотермы адсорбции была предложена Ирвингом Ленгмюром для модели монослойной адсорбции на однородной поверхности, в которой можно пренебречь силами притяжения между молекулами адсорбата и их подвижностью вдоль поверхности. Уравнение изотермы Ленгмюра имеет вид: a=ambp/(1 + bp), где b — адсорбционный коэффициент, зависящий от энергии адсорбции и температуры; am — ёмкость монослоя.
Дальнейшее развитие теории состояло в исключении того или иного допущения, использованного Ленгмюром. Так, С. Брунауэром, П. Эмметом и Э. Теллером была предложена теория полимолекулярной адсорбции (метод БЭТ); Т. Хилл и Я. де Бур разработали теорию, учитывающую взаимодействие между адсорбированными молекулами (изотерма Хилла-де-Бура), и т. д.